# گزنده‌دار موجی
گزنده‌دار موجی (نام علمی: Dendrocnide sinuata) نام یک گونه از سرده گزنده‌دار است.